# Wendy Allen
Wendy Irene Allen (ur. 16 listopada 1944 w San Pedro) – amerykańska narciarka alpejska.

## Kariera
W zawodach Pucharu Świata zadebiutowała w sezonie 1967/1968. Pierwsze punkty wywalczyła 11 stycznia 1968 roku w Grindelwald, gdzie zajęła czwarte miejsce w slalomie. Walkę o podium przegrała tam z Francuzką Marielle Goitschel. Na podium zawodów PŚ jedyny raz 25 lutego 1968 roku w Oslo, kończąc slalom na trzeciej pozycji. W zawodach tych wyprzedziły ją jedynie jej rodaczka, Kiki Cutter i Francuzka Isabelle Mir. W kolejnych startach jeszcze dwukrotnie była blisko podium: 28 marca 1968 roku w Rossland i 6 kwietnia 1968 roku w Heavenly Valley była czwarta w slalomach. W klasyfikacji generalnej sezonu 1967/1968 zajęła 14. miejsce, a w klasyfikacji slalomu była dziewiąta.
Wystartowała na igrzyskach olimpijskich w Grenoble w 1968 roku, gdzie zajęła 22. miejsce w gigancie, a w slalomie została zdyskwalifikowana w pierwszym przejeździe. Była też ósma w slalomie i kombinacji, jedenasta w gigancie, a w zjeździe zajęła 23. miejsce na mistrzostwach świata w Protillo w 1966 roku.

## Osiągnięcia

### Igrzyska olimpijskie
| Miejsce | Dzień     | Rok  | Miejscowość | Konkurencja | Czas biegu | Strata | Zwyciężczyni       |
| ------- | --------- | ---- | ----------- | ----------- | ---------- | ------ | ------------------ |
| DSQ1    | 13 lutego | 1968 | Grenoble    | Slalom      | 1:25,86    | -      | Marielle Goitschel |
| 22.     | 15 lutego | 1968 | Grenoble    | Gigant      | 1:51,97    | +8,06  | Nancy Greene       |

### Mistrzostwa świata
| Miejsce | Dzień       | Rok  | Miejscowość | Konkurencja | Czas biegu | Strata     | Zwyciężczyni       |
| ------- | ----------- | ---- | ----------- | ----------- | ---------- | ---------- | ------------------ |
| 8.      | 5 sierpnia  | 1966 | Portillo    | Slalom      | 1:30,48    | +2,96      | Annie Famose       |
| 11.     | 11 sierpnia | 1966 | Portillo    | Gigant      | 1:22,64    | +4,78      | Marielle Goitschel |
| 23.     | 14 sierpnia | 1966 | Portillo    | Zjazd       | 1:33,42    | +6,22      | Marielle Goitschel |
| 8.      | 14 sierpnia | 1966 | Portillo    | Kombinacja  | 8,76 pkt   | +87,00 pkt | Marielle Goitschel |
| DSQ1    | 13 lutego   | 1968 | Grenoble    | Slalom      | 1:25,86    | -          | Marielle Goitschel |
| 22.     | 15 lutego   | 1968 | Grenoble    | Gigant      | 1:51,97    | +8,06      | Nancy Greene       |

### Puchar Świata

#### Miejsca w klasyfikacji generalnej
- sezon 1967/1968: 14.

#### Miejsca na podium
1. Oslo – 25 lutego 1968 (slalom) – 3. miejsce